# Nalassus diteras
Nalassus diteras – gatunek chrząszcza z rodziny czarnuchowatych i podrodziny Tenebrioninae. Zamieszkuje Kaukaz.

## Taksonomia
Gatunek ten opisany został po raz pierwszy w 1876 roku przez Ernesta Allarda pod nazwą Helops diteras.

## Morfologia
Chrząszcz o przysadzistym, krótko-owalnym, mocno sklepionym ciele długości od 8 do 9 mm. Ubarwienie ma brązowe do czarnego, z wierzchu połyskujące.
Zarys głowy ma prosto ścięty przód i nierozdęte policzki. Nadustek odgraniczony jest od czoła płytkim, poprzecznym wciskiem. Na spodzie głowy widoczna jest para bruzd skroniowych biorących początek na dolnych krawędziach oczu.
Przedplecze ma boczne brzegi nieodgraniczone obrzeżeniami, a wypukłość jego dysku dochodzi do krawędzi bocznych; krawędź tylna jest bardzo głęboko wykrojona. Punktowanie na powierzchni przedplecza jest bardzo drobne. Pokrywy mają bardzo wąskie obrzeżenia boczne, również przy barkach, nieznacznie tylko przed wierzchołkiem poszerzone. Szew pokryw pozbawiony jest wyraźnego obrzeżenia. Rzędy są dość delikatnie zarysowane, a międzyrzędy płaskie i bardzo drobno punktowane. Epipleury są na przedzie bardzo szerokie, znacznie szersze od szerokości środkowych ud i szersze niż metepisternity na wysokości tylnej części zapiersia. U samców odnóża przedniej i środkowej pary nie mają wyraźnie rozszerzonych stóp.
Odwłok samca ma na pierwszym i drugim spośród widocznych sternitów dużą kępkę (pędzelek) żółtych, grubych szczecinek. Pod pędzelkiem występują grube i rozproszone punkty, znacznie rzadsze i większe niż na pozostałych powierzchniach sternitów.

## Rozprzestrzenienie
Gatunek palearktyczny, kaukaski, znany z południa europejskiej części Rosji, Gruzji, Armenii i Azerbejdżanu.